# Juan Atkins
Juan Atkins (Detroit, 12 september 1962) is een Amerikaans live-dj en producer. Als deel van de Belville Three speelde hij een cruciale rol in de ontwikkeling van techno in zijn geboortestad, en de verspreiding daarvan over de wereld. Tracks als Clear (1983) van de formatie Cybotron en No Ufo's (1985) van Model 500 zijn zijn bekendste platen. De belangrijkste projecten waaronder hij muziek uitbrengt zijn Model 500 en Infiniti. 

## Biografie
Atkins is een zoon van een concertpromotor. Atkins wordt geboren in het centrum van Detroit, maar na de scheiding van zijn ouders komt hij in voorstad Belleville terecht. Aanvankelijk heeft hij het moeilijk met de verhuizing, maar uiteindelijk weet hij zijn draai te vinden. Hij ontmoet daar Kevin Saunderson en Derrick May, waar hij via zijn jongere broer mee in contact komt. Door de dan nog bloeiende autoindustrie is er rondom Detroit een welvarende zwarte middenklasse ontstaan. Onder de jeugd hiervan is elektronische muziek erg populair. De drie zijn er vaak mee bezig. Ze beginnen ook zelf muziek te maken. Als Atkins vijftien is koopt hij zijn eerste synthesizer. Ze putten daarbij inspiratie uit de elektronische muziek dankzij onder meer Kraftwerk, Depeche Mode, Gary Numan en The Human League.

## Cybotron
Hij komt via enkele lokale dj's in contact met de tien jaar oudere plaatsgenoot Richard Davis. Een Vietnamveteraan met een grote kennis van synthesizers.  Daarmee richt hij in 1980 de formatie Cybotron op. Daarmee maken ze vanaf 1981 enkele singles. De single Clear (1983) is een klein succes. Ze maken ook het album Enter (1983). Cybotron valt later in 1985 weer uiteen vanwege muzikale meningsverschillen. Davis, een groot bewonderaar van Jimi Hendrix, wil meer rockinvloeden en gaat, zonder veel succes verder met Cybotron. Clear komt in 2005 weer onder de aandacht als het wordt gesampled in de hit Lose Control van Missy Elliott en Fatman Scoop.

## Techno pionier
In 1985 stichtte hij het techno-platenlabel Metroplex. Ook begint hij platen te maken onder de naam Model 500. Het eerste succes heeft hij met de track No UFO's (1985), waarvan hij er duizenden weet te verkopen. Deze muziekstijl noemt hij zelf techno. Atkins groeit met Model 500 uit tot een kopstuk van de eerste generatie technoproducers samen met zijn schoolgenoten Kevin Saunderson en Derrick May uit Belleville, waar hij via zijn jongere broer mee in contact komt. Samen staan zij ook al bekend als de Belville Three. Atkins produceerde ook enkele albumtracks voor de groep Inner City van zijn Belville-kompaan Saunderson. Hij vormt met plaatsgenoot Anthony Shakir ook het project Visions, waarmee hij vanaf 1989 ook meer Deephouse georienteerd materiaal uitbrengt. 

## Jaren negentig
In 1991 verblijft hij een tijd lang in Berlijn, waar de technoscene zich flink aan het ontwikkelen is. In 1992 werkt hij met Moritz von Oswald en Thomas Fehlmann samen in de gelegenheidsformatie 3MB. De nemen het album 3MB Feat. Magic Juan Atkins (1992) op dat de klassieker Jazz Is The Teacher voortbrengt.. In 1995 brengt hij Deep Space, het eerste Model 500 album uit voor het label R&S Records. Ook hiervoor reist hij weer naar Berlijn. Op het album wordt hij bijgestaan door Kevin Saunderson en Moritz von Oswald. Daarnaast begint hij ook met het project Infiniti, waarmee hij wat minimalere tracks maakt. Vroege tracks daarvan worden verzameld op The Infiniti Collection (1996). Hij produceert daarna ook Skynet (1998) een volwaardig album voor Tresor. Daarna verdwijnt Infiniti weer in de ijskast, om er sporadisch nog uit te komen. In 1999 krijgt Model 500 weer een vervolg met het album Mind And Body, waarop hij ook met Drum and bass flirt   .

## Later werk
Ouder werk brengt hij opnieuw uit met Classics (2002) en 20 Years 1985-2005 (2005). In 2004 reist hij weer naar Berlijn om nieuwe muziek op te nemen. Het resultaat daarvan is The Berlin Sessions met daarop stevige stuwende techno. In 2008 wordt Model 500 omgevormd van een eenmansproject naar een band die live kan optreden. Milton Baldwin en Mark Taylor worden dan aan de groep toegevoegd. IN 2013 gaat hij weer samenwerken met Moritz von Oswald. Het levert de albums Borderland (2013) en Transport (2016) op. Ook verschijnt er in 2015 met Digital Solutions weer een nieuw Model 500 album. In 2017 werkt hij samen met de Nederlandse producer Orlando Voorn aan het album Mind Merge. 
Zijn een grote waardering voor zijn werk krijgt hij in 2015. Hij wordt door de gemeenteraad van zijn geboortestad onderscheiden met de Spirit of Detroit-award. Dit samen met enkele andere pioniers.

## Beknopte discografie
- Channel One - Technicolor
- Infiniti - Game One
- M500 - Dimensions
- Model 500 - No UFO's / Off to Battle / Sound of Stereo
- Frequency vs. Juan Atkins - Mind Merge
- 3MB Feat. Magic Juan Atkins